# Maruadih
Maruadih es una ciudad censal situada en el distrito de Varanasi en el estado de Uttar Pradesh (India). Su población es de 11228 habitantes (2011). 

## Demografía
Según el censo de 2011 la población de Maruadih era de 11228 habitantes, de los cuales 5874 eran hombres y 5354 eran mujeres. Maruadih tiene una tasa media de alfabetización del 83,01%, superior a la media estatal del 67,68%: la alfabetización masculina es del 88,39%, y la alfabetización femenina del 77,10%.